# Hylophorbus tetraphonus
Espèce
Statut de conservation UICN

 DD  : Données insuffisantes
Hylophorbus tetraphonus est une espèce d'amphibiens de la famille des Microhylidae.

## Répartition
Cette espèce est endémique de la province indonésienne de Papouasie en Nouvelle-Guinée occidentale. Elle se rencontre dans les monts Wondiwoi et dans les monts Fakfak ainsi que sur l'île Yapen.

## Étymologie
Le nom spécifique tetraphonus vient du grec tetra, quatre, et de phonus, le son, en référence aux vocalisations de cette espèce qui contiennent essentiellement quatre notes.

## Publication originale
- Günther, 2001 : The Papuan frog genus Hylophorbus (Anura: Microhylidae) is not monospecific: description of six new species. Russian Journal of Herpetology, vol. 8, no 2, p. 81-104.